# شورسولو
شورسولو (به ترکی آذربایجانی: Şorsulu) یک منطقه مسکونی در جمهوری آذربایجان است که در شهرستان سالیان واقع شده‌است. شورسولو ۳۰۰۴ نفر جمعیت دارد.